# 能登道子
能登 道子（のと みちこ、1950年7月17日 - ）は、日本の元歌手。
五輪真弓・金延幸子などと共に、シンガーソングライターの胎動期に活動した女性シンガーソングライターの一人である。

## 概要
学生時代に南川泰三傘下の劇団で美古丹(びこたん)という芸名で芝居活動。
大学4年生の時シングル『あと3センチ』で歌手デビュー、1枚のアルバムのみで引退した。

## 出演番組
- マクセル・ユア・ポップス（エフエム東京）

## ディスコグラフィ
※　すべてキングレコードより発売

### シングル
| 発売日        | 規格品番 | 面 | タイトル         | 作詞       | 作曲     | 編曲       |
| ------------- | -------- | -- | ---------------- | ---------- | -------- | ---------- |
| 1972年8月25日 | BS-1577  | 昼 | あと3センチ      | 小薗江圭子 | 能登道子 | 石田新太郎 |
| 1972年8月25日 | BS-1577  | 夜 | 雪おんな街をゆく | 南川泰三   | 能登道子 | 石田新太郎 |

### アルバム
| 発売日        | 規格 | 規格品番 | タイトル       | 面 | 順番 | 曲名               | 作詞       | 作曲       | 編曲       |
| ------------- | ---- | -------- | -------------- | -- | ---- | ------------------ | ---------- | ---------- | ---------- |
| 1972年9月25日 | LP   | SKD-1010 | あと3センチ…！ | A  | 1    | あと3センチ        | 小薗江圭子 | 能登道子   | 石田新太郎 |
| 1972年9月25日 | LP   | SKD-1010 | あと3センチ…！ | A  | 2    | 噓                 | 能登道子   | 能登道子   | 石田新太郎 |
| 1972年9月25日 | LP   | SKD-1010 | あと3センチ…！ | A  | 3    | 少年が走って行くよ | 南川泰三   | 能登道子   | 石田新太郎 |
| 1972年9月25日 | LP   | SKD-1010 | あと3センチ…！ | A  | 4    | いつかわたし       | 能登道子   | 能登道子   | 石田新太郎 |
| 1972年9月25日 | LP   | SKD-1010 | あと3センチ…！ | A  | 5    | からす笑えよ       | 能登道子   | 能登道子   | 石田新太郎 |
| 1972年9月25日 | LP   | SKD-1010 | あと3センチ…！ | A  | 6    | 風になったわたし   | 能登道子   | 真咲ひろし | 石田新太郎 |
| 1978年3月5日  | LP   | SKA-1030 | あと3センチ…！ | B  | 1    | あ・は・は・は     | 能登道子   | 能登道子   | 石田新太郎 |
| 1978年3月5日  | LP   | SKA-1030 | あと3センチ…！ | B  | 2    | むやむや           | 能登道子   | 能登道子   | 石田新太郎 |
| 1978年3月5日  | LP   | SKA-1030 | あと3センチ…！ | B  | 3    | 雪おんな街をゆく   | 南川泰三   | 能登道子   | 石田新太郎 |
| 1978年3月5日  | LP   | SKA-1030 | あと3センチ…！ | B  | 4    | むらさきの山       | 能登道子   | 能登道子   | 石田新太郎 |
| 1978年3月5日  | LP   | SKA-1030 | あと3センチ…！ | B  | 5    | 街角               | 能登道子   | 能登道子   | 石田新太郎 |
| 1978年3月5日  | LP   | SKA-1030 | あと3センチ…！ | B  | 6    | 何かが笑ってる     | 能登道子   | 能登道子   | 石田新太郎 |